# El Palmarcito
El Palmarcito es una localidad del estado mexicano de Chiapas. Es parte del municipio de Pijijiapan.

## Demografía
| Gráfica de evolución demográfica |
|                                  |

| Censo | Población |
| ----- | --------- |
| 1921  | 61        |
| 1930  | 182       |
| 1940  | 174       |
| 1950  | 234       |
| 1960  | 445       |
| 1970  | 426       |
| 1980  | 605       |
| 1990  | 1 080     |
| 2000  | 1 214     |
| 2010  | 1 135     |
| 2020  | 1 118     |